# Ogulnius infumatus
Espèce
Ogulnius infumatus est une espèce d'araignées aranéomorphes de la famille des Theridiosomatidae.

## Distribution
Cette espèce est endémique de l'île de Saint-Vincent à Saint-Vincent-et-les-Grenadines.

## Description
La femelle holotype mesure 0,5 mm.

## Publication originale
- Simon, 1898 : On the spiders of the island of St Vincent. III. Proceedings of the Zoological Society of London, vol. 1897, p. 860-890 (texte intégral).